# ویلیو تورمیس
ویلیو تورمیس (استونیایی: Veljo Tormis; ‏۷ اوت ۱۹۳۰ – ۲۱ ژانویهٔ ۲۰۱۷) آهنگ‌ساز اهل استونی بود. وی یکی از بزرگترین آهنگ‌سازان معاصر گروه کر و یکی از مهمترین آهنگسازان قرن بیستم در استونی بوده است.
وی همچنین برندهٔ جوایزی همچون جایزه هنرمند مردمی اتحاد جماهیر شوروی و جایزه دولتی اتحاد شوروی شده‌است.